# Сан Салваторе (Терамо)
Сан Салваторе је насеље у Италији у округу Терамо, региону Абруцо.
Према процени из 2011. у насељу је живело 54 становника. Насеље се налази на надморској висини од 757 м.